# Ефект Ромашкіна
«Ефект Ромашкіна» (рос. «Эффект Ромашкина») — український радянський художній фільм, музична комедія, дебютна режисерська робота Романа Балаяна. Знятий в 1973 році у творчому об'єднанні телевізійних фільмів кіностудії імені Олександра Довженка.

## Сюжет
Четверо друзів-кінолюбителів Маша, Тамара, Олексій та Єгор відгукнулися на прохання заводу молочно-кислих виробів створити рекламний фільм про кефір. Від Вадима Баламутнікова вони дізнаються про такого собі Василя Васильовича Ромашкіна, який бачить видіння та фантазії і кефір підсилює ці видіння. Цей феномен (ефект Ромашкіна) досліджує професор Занозов Арістарх Іванович, в лабораторії якого працює Баламутніков. Баламутніков використовуючи Ромашкіна намагається сподобатися Маші.

## Історія
Сценарій фільму був запропонований режисерові і через фінансові проблеми Балаяна йому довелося погодитися. Режисер пропонував цілком змінити сценарій, але керівництво студії наполягало на вже затвердженому. Роман Балаян був незадоволений знятим фільмом і був радий, що його закрили через якісь недозволені речі. Він стверджує, що навіть не дивився цей фільм повністю, лише якість частини. Але в часи перебудови у 1986 році було реанімовано всі фільми двадцятирічної давнини і цей фільм також почали демонструвати по телебаченню, як фільм відомого режисера.

## В ролях
- Роман Ткачук — Василь Васильович Ромашкін
- Михайло Державін — Вадим Павлович Баламутніков
- Микола Гринько — Арістарх Іванович Занозов
- Ірина Шевчук — Маша
- Людмила Єфіменко — Тамара (у титрах зазначена як Терзієва)
- Сергій Свєчніков — Олексій
- Сергій Іванов — Єгор
- Микола Парфьонов — працівник меблевого магазину, тезка Ромашкіна
- Микола Яковченко — шпрехшталмейстер
- Лев Перфілов — товариш по чарці
- Віра Орлова — жінка з довідкового бюро
- Олена Амінова — працівниця бюро побутового обслуговування
- Майя Гніздовська — працівниця бюро побутового обслуговування
- Зинаїда Журавльова — працівниця бюро побутового обслуговування (в титрах зназначена як З.Москаєва)
- Микола Гудзь — офіціант
- В'ячеслав Сланко (в титрах — Н. Сланко)

## Галерея

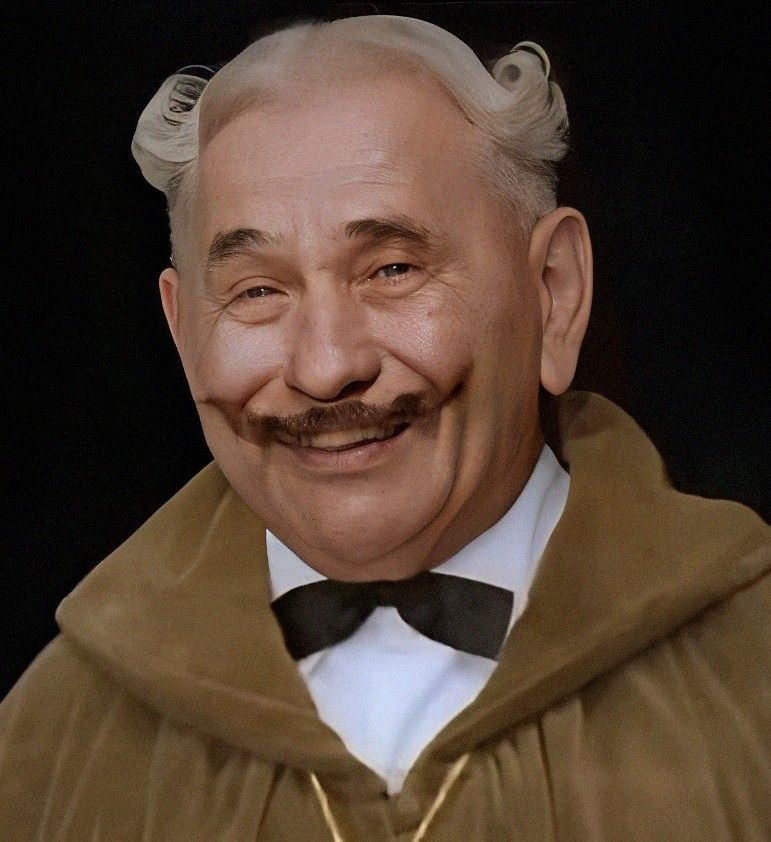
Микола Яковченко в ролі шпрехшталмейстера

## Знімальна група
- Сценарій: Борис Ласкін, Леонід Лиходєєв
- Режисер-постановник: Роман Балаян
- Оператор-постановник: Олександр Антипенко
- Художник-постановник: Анатолій Добролежа
- Композитор: Володимир Дашкевич
- Тексти пісень: Юрій Ентін
- Режисер: Ю. Хоменко
- Оператор: А. Терзієв
- Асистенти оператора: Володимир Довгальов, А.Червець
- Звукооператор: Григорій Матус
- Художник по костюмам: Г. Юдіна
- Художник-гример: Галина Тишлек
- Редактор: Інеса Размашкіна
- Монтаж: Алла Голубенко
- Інструментальний ансамбль, диригент Ігор Ключарьов
- Директор картини: Неоніла Атаманенко